# トウシキミ
トウシキミ (唐樒、学名: Illicium verum) はマツブサ科のシキミ属に属する常緑性高木の1種であり、芳香をもつ。多数の花被片をもつ赤い花をつけ、その果実を乾燥したものは香辛料や生薬として広く利用されている。中国南東部からベトナム北東部原産とされ、また中国南部やインド南部、インドシナ半島などで広く栽培されている。
別名として、八角茴香（）や大茴香（）ともよばれ、また特にその果実は八角（）やスターアニスとよばれる (→#人間との関わり)。ウイキョウ（茴香）やアニスはセリ科の草本でありトウシキミとは縁遠いが、共通の精油成分としてアネトールをもつ。
八角は中華料理に使われる代表的な調味料である。

## 特徴
常緑性の小高木から高木であり、高さは最大15メートル (m) に達する（下図2a）。葉は枝先にややまとまってつき、葉柄は長さ0.8–2センチメートル (cm)、葉身は卵形から楕円形で 5-15 × 2-5 cm、革質、葉先は突形から鋭先形、葉脚は漸尖形からくさび形（下図2b, c）。葉脈の中央脈は向軸側 (表側) でやや凹んでおり、側脈は5–8対だがときに不明瞭。
花期は3–5月および8–10月 (中国の場合)、花は葉腋から生じ、花柄は長さ 1.5-4 cm。花被片は7–12枚、ピンク色から暗赤色、広楕円形から広卵形、0.9-1.2 × 0.8-1.2 cm（図1）。雄しべは11〜20個 (ふつう13–14個)、1.8-3.5ミリメートル (mm)。雌しべは離生心皮、7–11個、2.5-4.5 mm、花柱は子房より長い。
果期は9–10月および3–4月 (中国の場合)、果実は集合袋果で直径 3–3.5 cm、熟すと木質化し茶褐色、それぞれの袋果は茶色で光沢がある扁球形の種子を1個ずつ含む（下図2d, e）。集合果はそのまま、または粉末にして使用される (→ #人間との関わり)。染色体数は 2n = 28。

## 成分

3a. アネトール

トウシキミの果実には5パーセントから10パーセントの精油が含まれ、その主成分はアネトール (図3a) であり、精油成分の80パーセントから90パーセントを占める。その他に、エストラゴール、メチルカビコール、シネオール、リモネン、フェランドレン、ピネンなどが含まれる。

3b. シキミ酸

またシキミに由来する名をもつシキミ酸 (図3b) は植物に広く存在する物質であるが、特にトウシキミなどシキミ属の果実に多い。このシキミ酸は、インフルエンザ治療薬オセルタミビル (商品名はタミフル) の合成原料の1つとして使用されている (2006年現在)。ただし、シキミ酸はあくまでも合成原料となる物質であり、シキミ酸自体には (つまりトウシキミの果実を食べても) インフルエンザに効果は無い。なお、2005年には遺伝子組み換え大腸菌によってシキミ酸を生産する方法が開発され、2006年にはタミフル製造に用いるシキミ酸の3分の1がこの方法で生産されるようになり、さらに2012年にはシキミ酸生産にトウシキミはほとんど用いられなくなった。

## 分布・生態
中国南東部からベトナムに自生するとされ、またフィリピンやインドシナ半島、インド南部などでも栽培されている。古くから栽培されているため、原産地は必ずしも明らかではない。平均気温 20–22℃、年間降水量が 1,200–1,500 mm の地域に生育する。

## 人間との関わり

### 名称
トウシキミの果実は、ふつう8つの角をもつ星形をしているため八角とよばれ、またその風味がアニス (セリ科) とも似ているため、スターアニス（star anise）ともよばれる。またこの風味はウイキョウ（茴香、セリ科）にも似ているため、果実または植物そのものは八角茴香や大茴香ともよばれる。ウイキョウやアニスは系統的にはトウシキミと縁遠いが、精油としてアネトールをもつ点で共通している。
トウシキミの枝葉や果実から蒸留された精油は、ダイウイキョウ油 (star anise oil) とよばれる。日本薬局方では、トウシキミまたはセリ科のウイキョウ (茴香、小茴香) の果実から得られる精油を、区別なくウイキョウ油としている。

### 栽培
トウシキミは古くから利用され、紀元前2,000年頃から栽培が行われてきたと考えられている。中国南部やインド南部、インドシナ半島で広く栽培されており、2009年現在では、中国が全世界の生産量の80パーセント (65,000トン) を占めていた。
実生または挿し木から栽培される。播種する種子は、採取後3日以内または低温 (5度) 保存1年以内のものを用いる。植栽後、9–10年後から80年生頃まで収穫される。中国では1年に2回、9–10月と3–4月に収穫される（下図4a）。成木の場合、1シーズンで8–12キログラム (kg) の果実が収穫される (乾燥重量は4–5分の1)。果実は、精油量が最も多くなる熟す直前に収穫される。

### 香辛料
トウシキミの果実 (八角、八角茴香、大茴香、スターアニス) は香辛料として広く用いられており（下図4b）、八角を用いたよく知られた料理として、東坡肉、北京ダック、杏仁豆腐などがある (上図4c)。中華料理の代表的な香辛料である五香粉は、八角を含む。中華料理以外にも、インド料理、マレーシア料理、インドネシア料理、ベトナム料理、タイ料理などでも用いられる (上図4d)。チャーイェン (タイティー) やチャイなど飲用にも使われる。また、ガリアーノやサンブーカ、アニゼット、パスティスなどのリキュール製造にも使われることがある。

### 医薬品
トウシキミの果実は、生薬や医薬品原料としても利用されている。生薬名は大茴香 (だいういきょう) であり、芳香性健胃薬、駆風薬、鎮痛薬として用いられる。大茴香と杜仲、木香を配合した思仙散は、腰痛に用いる漢方薬である。またトウシキミの果実から抽出されるシキミ酸は、インフルエンザ治療薬オセルタミビル (商品名はタミフル) の合成原料ともされた (上記参照)。

### その他
果実から抽出した香料は、香水や石鹸、歯磨き粉、タバコに使用されることがある。またトウシキミの樹皮を香料として利用することもある。
果実は、その形状を活かして、クリスマスリースなどにも利用されることがある。また果実は芳香をもつため、ポプリの材料とされることもある。
熱帯地方では、香りを楽しむ観賞植物として栽培されることもある。

## 近縁種
シキミ属には、北米南東部や西インド諸島になど新世界に約6種、東アジアから東南アジアの旧世界にトウシキミを含む約31種が知られている。日本にはトウシキミは自生していないが、シキミ (本州から沖縄諸島) とヤエヤマシキミ (先島諸島) の2種が分布している。
シキミの花の花被片は細長く黄白色であり (図5a)、トウシキミとは異なる。果実はトウシキミのものに酷似するが (図5b)、やや小型で、先端が鋭く尖る。またトウシキミの果実が甘い香りがするのに対して、シキミの果実は抹香に匂いがする。シキミの果実は猛毒のアニサチンを含むため、食すと死に至る可能性がある。そのため「毒八角」ともよばれ、また植物としては唯一、毒物及び劇物取締法において劇物に指定されている。日本において、シキミは仏事に広く使われている。
シキミはジャパニーズ・スターアニス（Japanese star anise）とよばれるのに対して、これと区別するためにトウシキミをチャイニーズ・スターアニス（Chinese star anise）とよぶこともある。
シキミ属には有毒種が多く、シキミ以外にも アメリカシキミや I. parviflorum (“イエローアニス”) も有毒であることが知られている。